# فسفونیوم

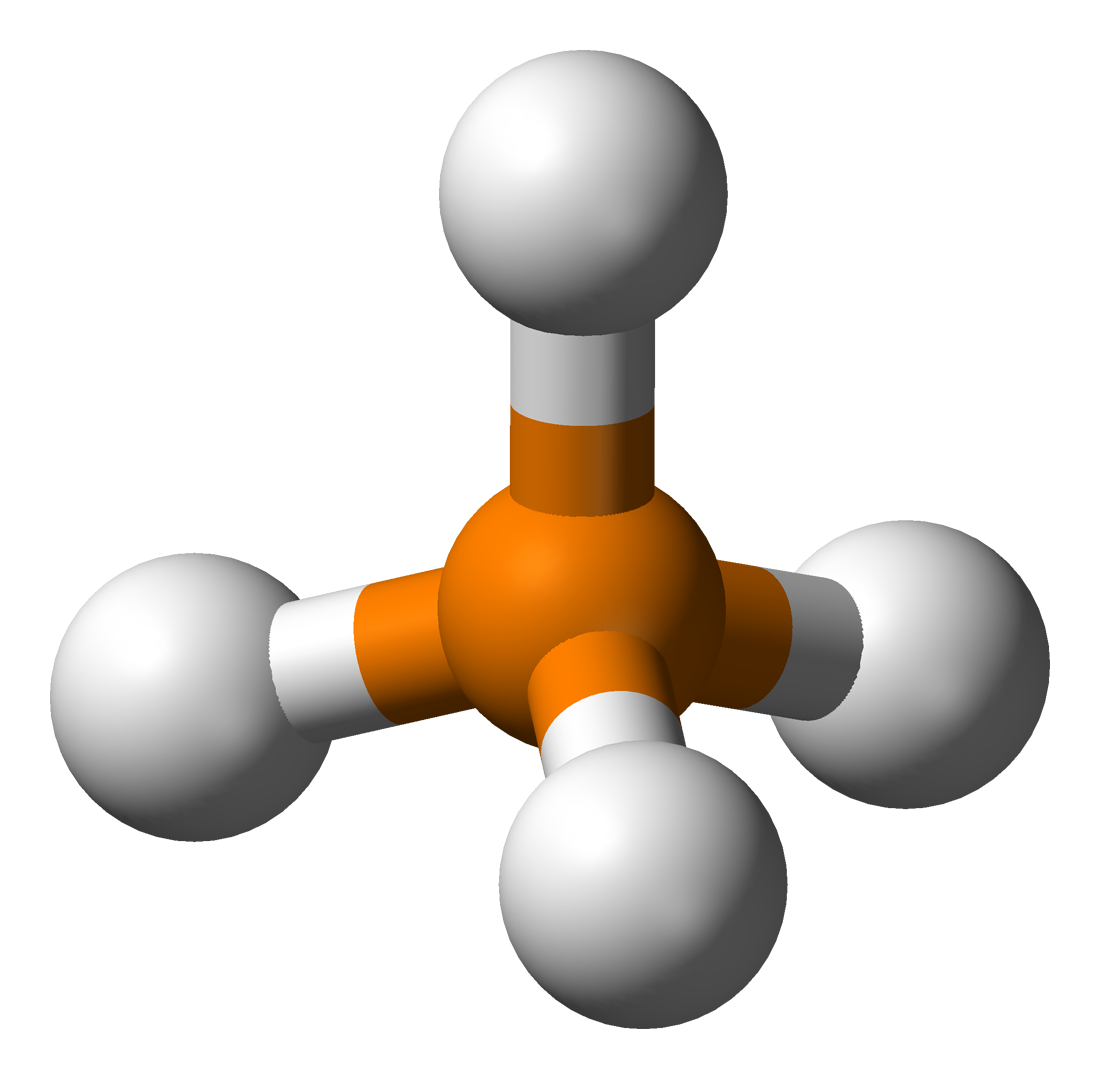
ساختار PH_{۴}^{+}

فسفونیوم (به انگلیسی: Phosphonium) یک کاتیون چند اتمی با فرمول شیمیایی PR+
۴ (R = هیدروژن، آلکیل، آریل، هالید) است. شکل فضایی این کاتیون‌ها چهاروجهی (تتراهدرال) است و به‌طور کلی بی‌رنگ هستند.